# Казахстан на летних юношеских Олимпийских играх 2010
Казахстан принимал участие в Летних юношеских Олимпийских играх 2010 года в Сингапуре. В соревнованиях приняли участие 47 спортсменов (20 юношей и 27 девушек).

## Медалисты
| Медаль | Спортсмен         | Вид спорта       | Дисциплина                            |
| ------ | ----------------- | ---------------- | ------------------------------------- |
| Золото | Жанибек Кандыбаев | Борьба           | Юноши, греко-римская борьба, до 69 кг |
| Золото | Жазира Жаппаркуль | Тяжёлая атлетика | Девушки, до 63 кг                     |
| Золото | Кайрат Агибаев    | Дзюдо            | Юноши, смешанная команда              |

| Медаль  | Спортсмен        | Вид спорта       | Дисциплина        |
| ------- | ---------------- | ---------------- | ----------------- |
| Серебро | Нурсултан Мамаев | Тхэквондо        | Юноши, до 55 кг   |
| Серебро | Зульфия Чиншанло | Тяжёлая атлетика | Девушки, до 58 кг |

| Медаль | Спортсмен          | Вид спорта       | Дисциплина                            |
| ------ | ------------------ | ---------------- | ------------------------------------- |
| Бронза | Акан Баймагамбетов | Борьба           | Юноши, греко-римская борьба, до 42 кг |
| Бронза | Рустем Сыбай       | Тяжёлая атлетика | Юноши, до 77 кг                       |